# ديفيد هانسن (سياسي)
ديفيد هانسن (بالنرويجية البوكمول: David Hansen)‏ هو سياسي نرويجي، ولد في 8 يونيو 1978. حزبياً، نشط في الحزب الديمقراطي المسيحي. وقد انتخب نائب عضو برلمان النرويج ‏.